# Приморское (Скадовская городская община)
Приморское (укр. Приморське) — село в Скадовской городской общине Скадовского района Херсонской области Украины.

## Население
Население по переписи 2001 года составляло 1680 человек.

### Языковой состав
Родной язык населения по данным переписи 2001 года:
| Язык       | Численность, чел. | Доля     |
| ---------- | ----------------- | -------- |
| Украинский | 810               | 48,21 %  |
| Русский    | 844               | 50,24 %  |
| Другое     | 26                | 1,55 %   |
| Итого      | 1 680             | 100,00 % |

## История
Село Карга основано в 1813 г. переселенцами из Нижегородской губернии.
В 1982 году здесь была построена новая школа на 320 мест (архитектор П. Проценко).
В 2022 году, во время вторжения России на Украину, село было захвачено. На данный момент находится под оккупацией ВС РФ.

## Местный совет
75750, Херсонская обл., Скадовский р-н, с. Приморское, ул. Ленина, 45